# Masahiro Takamatsu
Masahiro Takamatsu (jap. 高松正裕 Takamatsu Masahiro; ur. 27 lutego 1982) – japoński judoka, brązowy medalista mistrzostw świata.
Największym sukcesem zawodnika jest brązowy medal mistrzostw świata w Tokio w 2010 roku w kategorii do 100 kg.
W 2006 roku zdobył srebrny medal igrzysk azjatyckich w Doha (w kategorii do 73 kilogramów). Podczas igrzysk azjatyckich w Kantonie w 2010 był trzeci w kategorii poniżej 81 kilogramów, lecz po dyskwalifikacji Uzbeka Szokira Muminowa przyznano mu srebrny medal (wraz z Kazachem Islamem Bozbajewem).